# Thomas Josef Heimbach
Franz Thomas Josef Heimbach (* 5. April 1786 in Düren; † 29. März 1853 ebenda) war ein deutscher Kaufmann. Er war Gründer der Filztuchfabrik Thomas Josef Heimbach in Mariaweiler und nebenberuflicher Bürgermeister der Stadt Düren.
Thomas Josef Heimbach, am 5. April 1786 in der St.-Anna-Kirche getauft, blieb es vorbehalten unter den günstigen wirtschaftlichen der französischen Zeit ein Unternehmen zu schaffen, das aus kleinen Anfängen der Heimarbeit im Hause „Zum Rad“ in der Oberstraße und später zu einer Weltfirma der Filztuchindustrie wurde. 1811 ging er zur fabrikmäßigen Herstellung der Tuche über. 
Später verlegte er sein Werk nach Wiesenau bei Mariaweiler, nachdem er dort 1852 die Krutzmühle gepachtet hatte. 1830 wurde die erste von der Papiermaschinenbaufirma Bryan Donkin & Co. gebaute Papiermaschine in seiner Fabrik aufgestellt, und es wurden die ersten Endlosfilze gefertigt.
Eine Krönung erfuhr die Fabrikation unter seinem Sohn Ivo Heimbach, der 1831 in die Firma eintrat. Das von Thomas Josef Heimbach gegründete Unternehmen wurde so die Wiege der deutschen Filztuchfabrikation schlecht hin.
Seit dem Eintritt seines Sohnes in die Firma widmete sich Thomas Josef Heimbach der Stadtpolitik. Seit 1831 war er beigeordneter Bürgermeister, und als am 2. November 1848 Bürgermeister Günther starb, richtete das Stadtverordnetenkollegium durch die Herren Virnich, Hoesch und Leopold Schoeller an ihn mit der Bitte, das Amt des Bürgermeisters vorerst bis zum Inkrafttreten der neuen Gemeindeordnung zu übernehmen. Seine endgültige Berufung erfolgte durch seine Einführung als Bürgermeister am 3. April 1851 durch den Aachener Oberregierungsrat Ritz. Die Amtszeit war nur sehr kurz bemessen. Am 29. März 1853 segnete ihn  das Zeitliche. Er wurde am 1. April 1853 auf dem alten Friedhof an der Kölnstraße beerdigt.
Thomas Josef Heimbach war ein caritativer und tief religiöser Mensch und allgemeiner Beliebtheit. Seit 1824 war er Mitglied der Armenverwaltung, später Abteilungsdirigent und zuletzt ihr Präsident.
1830 wurde er Mitglied des Kirchenvorstandes von St. Anna, zu dessen Präsident er 1837 gewählt wurde. In seiner Ehe mit Maria Margareta Katharina Hagen verbanden sich zwei alte angesehene Dürener Geschlechter. Von seinen 13 Kindern lebten bei seinem Tode noch neun. Sein Urenkel Kurt Th. Poensgen (* 1910) wurde 1929 Gesellschafter der Thomas Josef Heimbach GmbH.
Sein Vorgänger als Bürgermeister war Friedrich Günther, sein Nachfolger wurde Peter Carl Brauweiler.